# Citheronula
Citheronula é um gênero de mariposa pertencente à família Bombycidae.